# 느티나무

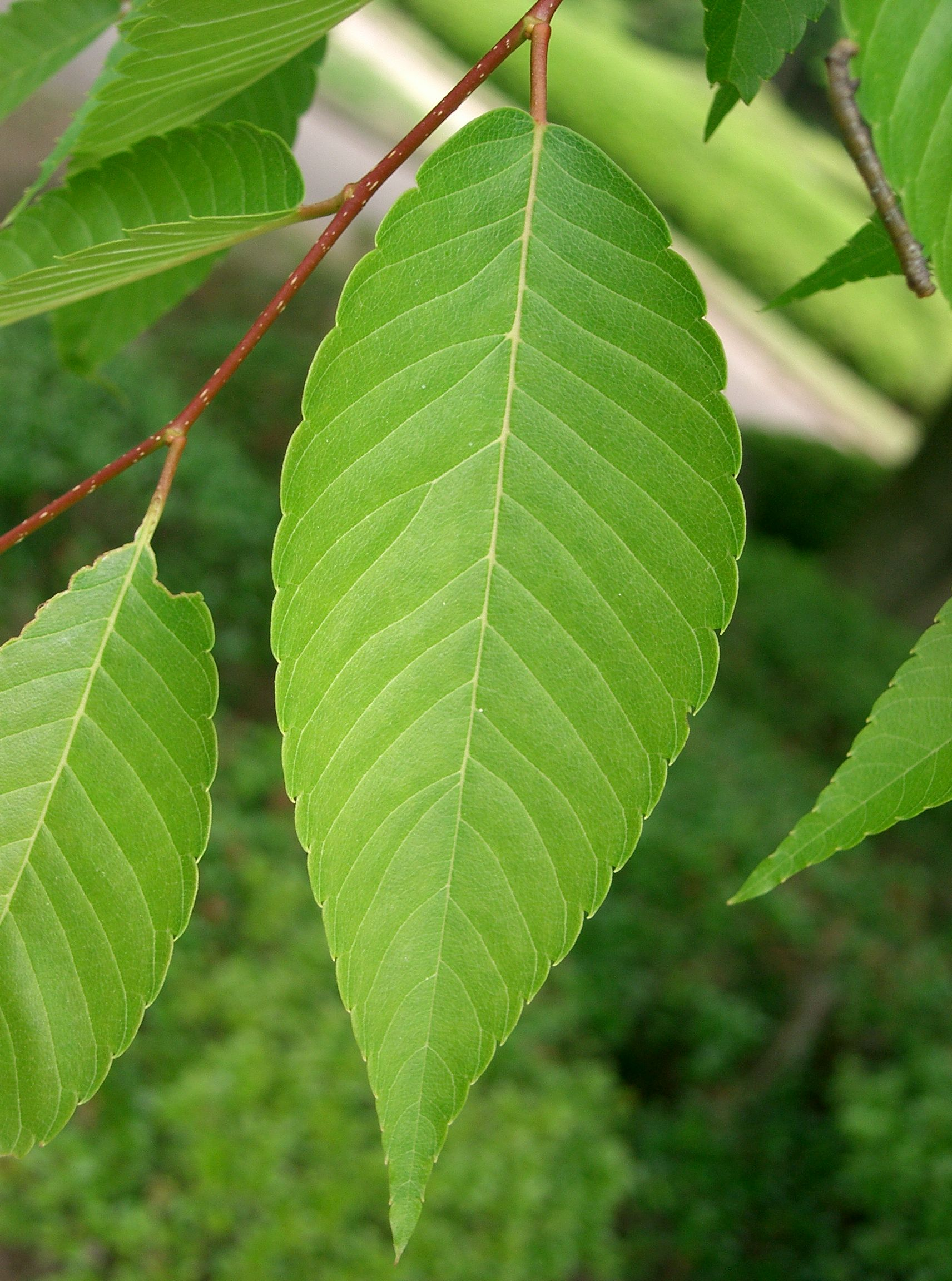
느티나무의 잎

느티나무는 장미문의 느티나무나뭇과의 교목이다.느티나무는 한반도가 원산지이다.

## 생태
온대 또는 냉대에서 자라는 낙엽 활엽 교목으로 20~40m까지 자라며 다 자란 나무기둥의 직경은 2m 가량이다. 줄기의 색은 회백색이며 나무 껍질은 울퉁불퉁하다. 새로 난 가지에는 빽빽한 잔털이 나 있다. 오래된 나무의 껍질은 잘 부스러져 떨어진다. 잎은 달걀 모양의 단엽이며 길이 5~11cm, 너비 2~5cm 정도로 어긋난다. 잎의 가장 자리는 매끈하다. 꽃잎이 없는 녹색 풍매화가 핀다.크기 3mm 가량의 동글납작한 열매를 맺는다.

## 문화
한민족은 예부터 오래된 느티나무를 마을을 지켜주는 상징으로 여겨 왔다. 가지가 넓게 퍼지는 특성이 있어 그늘이 많아 정자 근처에 많이 심었다. 느티나무, 팽나무, 은행나무를 6대 정자나무라고 말한다.
옛날에 20리마다 심어서 스무나무 혹은 시무나무라고도 했다.

## 유명한 나무
대한민국에는 특히 노거수가 많아 천연기념물로 보호받고 있다.
- 삼척 도계리 긴잎느티나무 - 천연기념물 제95호
- 함평 향교리 느티나무·팽나무·개서어나무 숲 - 천연기념물 제108호
- 제주 성읍리 느티나무 및 팽나무 군 - 천연기념물 제161호
- 청송 신기리 느티나무 - 천연기념물 제192호
- 영풍 단촌리 느티나무 - 천연기념물 제273호
- 영풍 태장리 느티나무 - 천연기념물 제274호
- 안동 사신리 느티나무 - 천연기념물 제275호
- 남해 갈화리 느티나무 - 천연기념물 제276호(지정 해제)
- 양주 황방리 느티나무 - 천연기념물 제278호
- 원성 대안리 느티나무 - 천연기념물 제279호
- 김제 행촌리 느티나무 - 천연기념물 제280호
- 남원 진기리 느티나무 - 천연기념물 제281호
- 영암 월곡리 느티나무 - 천연기념물 제283호
- 담양 대치리 느티나무 - 천연기념물 제284호
- 괴산 오가리 느티나무 - 천연기념물 제382호
- 장수 봉덕리 느티나무 - 천연기념물 제396호
- 함양 학사루 느티나무 - 천연기념물 제407호
- 장성 단전리 느티나무 - 천연기념물 제478호
- 의령 세간리 현고수(느티나무) - 천연기념물 제493호
- 강원도 치악산 300살 느티나무

1. ↑  국립생물자원관. “느티나무”. 《한반도의 생물다양성》. 대한민국 환경부.